# Friedensleistungen

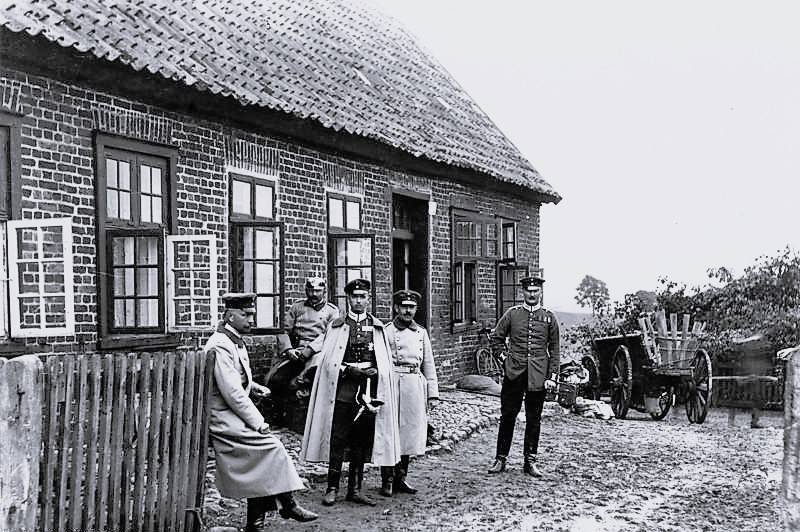
Deutsche Stabsoffiziere im Manöver (1904)

Mit Friedensleistungen wurden im Deutschen Reich solche nicht in Geld bestehenden Vermögensleistungen bezeichnet, die vom Staat zur Unterhaltung der bewaffneten Macht in Friedenszeiten von der Bevölkerung (den Untertanen) gefordert wurden. Diese Forderungen durften nur gegen Entschädigung (Servis) erhoben werden.
Geregelt wurden die Friedensleistungen durch folgende Gesetze:
- Gesetz, betreffend die Quartierleistung für die bewaffnete Macht während des Friedenszustandes, vom 25. Juni 1868 (Bundesgesetzblatt des Norddeutschen Bundes 1868, S. 523 ff.), und dem
- Gesetz über die Naturalleistungen für die bewaffnete Macht im Frieden, vom 13. Februar 1875 (RGBl. 1875, S. 52 ff.)

mit den zugehörigen Abänderungen und Ausführungsverordnungen.

## Quartier

### Grundlegende Bestimmungen
Die Fürsorge für die räumliche Unterbringung des Militärs war grundsätzlich eine Aufgabe des Staates. Konnte diese nicht erfüllt werden, so waren abhängig vom geplanten Zeitraum folgende Räume zu gewähren:

#### Dauerhafte Unterbringung (Garnison)
- Dauerhafte Unterbringung bei fehlendem Kasernenraum oder längere Einquartierung bei Militärübungen über 6 Monate
  - Quartier für Mannschaften vom Feldwebel abwärts, und
  - Stallung für Dienstpferde;

#### Vorübergehende Einquartierungen
- bei Einquartierungen unter 6 Monaten oder von unbestimmter Dauer, bei Märschen und Kommandos
  - Quartier für Offiziere, Beamte und Mannschaften
  - Stallung für die mitgeführten, zugehörigen Pferde,
  - die erforderliche Räume für den Geschäfts-, Arrest- und Wachtbedarf.[3]

#### Ausnahmen
Zur Einquartierung konnten alle, ihrer Beschaffenheit nach zur Unterbringung von Mannschaften und Pferden geeigneten Räume in Anspruch genommen werden. Ausnahmen galten für Räume, welche für die Bedürfnisse der Inhaber für
- Wohnung,
- Wirtschaft,
- Gewerbebetrieb

unentbehrlich waren.
Weitere Ausnahmen galten für
- Gebäude, die zum dauernden oder zeitweise Wohnsitz ihrer Eigentümer bestimmt waren und
  - sich im Besitz der Mitglieder regierender Familien befanden,
  - zu den Standesherrschaften der vormals reichsständischen oder derjenigen Häuser gehören, denen diese Befreiung durch Verträge zugesichert war oder auf Grund besonderer Rechtstitel zustand,
- die Wohnungen der Gesandten und des Gesandtschaftspersonals fremder Mächte; ferner, in Voraussetzung der Gegenseitigkeit, die Wohnungen der Berufskonsuln fremder Mächte, sofern sie Angehörige des entsendenden Staates waren und in ihrem Wohnort kein Gewerbe betrieben hatten oder keine Grundstücke besaßen;
- diejenigen Gebäude und Gebäudeteile, welche zu einem öffentlichen Dienst oder Gebrauch bestimmt sind, ohne Rücksicht auf deren Eigentumsverhältnisse; insbesondere also die zum Gebrauch von Behörden bestimmten, sowie die zum Betriebe der Eisenbahnen erforderlichen Gebäude und Gebäudeteile;
- Universitäts- und andere zum öffentlichen Unterricht bestimmte Gebäude, Bibliotheken und Museen;
- Kirchen, Kapellen und andere dem öffentlichen Gottesdienst gewidmete Gebäude, sowie die gottesdienstlichen Gebäude der mit Korporationsrechten versehenen Religionsgesellschaften;
- Armen-, Waisen- und Krankenhäuser, Besserungs- und Aufbewahrungsanstalten, Gefängnisse, sowie Gebäude, welche mildtätigen Stiftungen angehörten und für deren Zwecke unmittelbar benutzt wurden;
- neu erbaute oder neu aufgebaute Gebäude bis zum Ablauf von zwei Kalenderjahren nach dem Kalenderjahr, in welchem sie bewohnbar, beziehungsweise nutzbar geworden waren.[4]

### Verteilung der Quartiere
Für die Masse der in einer Ortschaft unterzubringenden Truppen wurde als Faustregel die Anzahl der Feuerstellen (Haushaltungen) gerechnet, in denen je ein Mann, bei sogenannter engerer Belegung 4 bis 5 Mann untergebracht wurden. Auf Bauernhöfen und Gütern wurden bis zu 50 Mann und darüber untergebracht.
Die örtliche Verteilung der Quartierleistung erfolgte auf die Gemeinde- oder selbstständigen Gutsbezirke im Ganzen. Die weitere Unterverteilung geschah durch die Gemeindevorstände oder die Besitzer der selbstständigen Gutsbezirke, welche für die ordnungsgemäße und rechtzeitige Erfüllung der Quartierleistungen verantwortlich waren. In den Städten konnte die dauernde Verwaltung der Einquartierungsangelegenheiten einer aus Mitgliedern des Gemeindevorstandes und der Gemeindevertretung gebildeten Einquartierungskommission (die sog. Servisdeputation) übertragen werden.

#### Einquartierungs-Kataster
In allen Ortschaften, welche mit Garnison zu belegen waren, wurde der Umfang, in welchem die Quartierleistungen gefordert werden konnte, durch ein Kataster bestimmt, welches alle zur Einquartierung benutzbaren Gebäude unter Angabe ihrer Leistungsfähigkeit enthalten musste und von dem Gemeindevorstand oder der Einquartierungskommission alljährlich aufgestellt wurde. Dieses Kataster wurde 14 Tage öffentlich ausgelegt und bekanntgemacht. Einsprüche gegen die Kataster waren sowohl seitens der Militärbehörde als auch seitens der übrigen Interessenten innerhalb einer Ausschlussfrist von 21 Tagen nach beendeter Offenlegung in den Städten bei dem Gemeindevorstand, in allen übrigen Ortschaften bei der vorgesetzten Kommunal-Aufsichtsbehörde anzubringen. Über die Einsprüche entschied endgültig die obere Verwaltungsbehörde. Danach wurden die Kataster von den mit ihrer Aufstellung beauftragten Behörden definitiv abgeschlossen und öffentlich bekanntgemacht.
Die Aufstellung eines Katasters unterblieb, wenn der Gemeindevorstand und die Gemeindevertretung dies übereinstimmend beschlossen.

### Abruf der Quartierleistungen
Die Verpflichtung zur Gewährung der Quartierleistungen trat in den einzelnen Fällen in Wirksamkeit:
- in der Garnison – durch Anforderung der militärischen Kommandobehörde, beziehungsweise deren Beauftragten,
- auf dem Märschen, bei Kommandos und vorübergehender Einquartierung – durch die von der oberen Verwaltungsbehörde ausgefertigte Marschroute oder Quartieranweisung.[8]

### Strafen
Quartierträger, welche ihren Verpflichtungen nicht nachkamen, waren durch den Gemeindevorstand, beziehungsweise die vorgesetzte Kommunalaufsichtsbehörde unter Anwendung administrativer Zwangsmittel hierzu anzuhalten. Dazu gehörte auch die Beschaffung anderweiter Quartierräume auf Kosten der Verpflichteten. Die Kosten hierzu waren von dem Verpflichteten auf dem für die Einziehung der Gemeindeabgaben vorgeschriebenen Weg einzutreiben.

### Entschädigungen
Die Höhe der Entschädigung wurde abhängig von den Dienstgraden der untergebrachten Militärangehörigen und von dem sogenannten Ortstarif gewährt. Die Orte wurden in 6 Klassen (Berlin und 5 Ortsklassen) eingeteilt, der aller 5 Jahre einer Revision unterzogen wurde.
Die tarifmäßige Entschädigung (Servis) wurde für jeden Einquartierungstag unter Ausschluss des Abgangstages mit 1/30 des Monatsbetrages gewährt. Fiel die Ankunft und der Abzug auf einen Tag, so fand eine Vergütung nicht statt. Für ganze Kalendermonate wurde der Entschädigung auf 30 Tage, ohne Rücksicht auf die Tageszahl des Monats, gezahlt. Die Zahlung der Entschädigung erfolgte an den Ortsvorstand, die Auszahlung an die einzelnen Quartiergeber war dann Sache des Ortsvorstandes.
Über die Zeit der wirklichen Quartierleistung hinaus wurde die Entschädigung fortgezahlt:
a) in der Garnison:
1) für kommandierte, kranke, arretierte und beurlaubte Mannschaften vom Feldwebel abwärts, welche im Laufe des nächsten Monats in das Quartier zurückkehrten, sofern dasselbe reserviert und nicht anderweit benutzt worden war;
2) für die zu eigenen Stuben berechtigten Militärpersonen, sowie allgemein für alle Dienstgrade in mindestens auf 50 Mann kasernenmäßig eingerichteten Einquartierungshäusern während der Abwesenheit der Truppen zu den Übungen;
3) während der Truppenübungen für die in Privat- oder Kommunalställen untergebrachten Pferde, sofern die Stallungen zum ausschließlichen Gebrauch des Militärs bestimmt und während der Abwesenheit nicht anderweit benutzt worden sind.
b) im vorübergehenden Quartier:
für die Quartiere der zu Übungszwecken aus den Quartieren ausgerückten Truppen, sofern kein Quartierwechsel stattgefunden hat

### Ansprüche für die Unterbringung
Folgende Räumlichkeiten waren als Quartiere nicht geeignet:
- Stadtteile, die allgemein als der Gesundheit nachteilig anerkannt waren,
- im Bau begriffene Häuser,
- feuchte Kellerwohnungen und
- andere ungeeignete oder ungeschützte Räumlichkeiten.

Die Quartiere der Offiziere etc., die Gesindestuben sowie die Burschen- und Dienergelasse mussten in denselben Häusern, Stallungen innerhalb der für die Kompanie oder Eskadron bestimmten militärischen Quartierbezirke in möglichster Nähe der Quartiere gewährt werden.
Mietquartiere mussten sich innerhalb desselben militärischen Quartierbezirks befinden, welchem der verpflichtete Quartiergeber angehört.
Nach dem Gesetz von 1868 hatten die Militärangehörige und Beamten abhängig von ihrem Dienstgrad Anspruch auf folgende Quartiere:

#### Dauerhafte Unterbringung (Garnison)

##### Feldwebel
Feldwebel, Wachtmeister, Oberfeuerwerker, Feldjäger im reitenden Feldjägerkorps, Schreiber und Registratoren bei den Generalkommandos und bei den General-Inspektionen der Artillerie und der Festungen, Schreiber bei den Divisions- und Brigadekommandos, bei den Artillerie- und Ingenieur-Inspektionen, bei der Artillerieprüfungskommission, Wallmeister, Zeugfeldwebel, Unterärzte, Militärpharmazeuten, Militärgeistliche, Stabs-Roß- und Roßärzte:
je eine Stube von ungefähr 22 m²

##### Fähnriche
Portepeefähnriche, Vizefeldwebel und Wachtmeister, Feuerwerker, Regiments-, Bataillons- und Abteilungsschreiber, Schreiber bei der Inspektion der Jäger und Schützen, den Festungs- und Pionier-Inspektionen, der Train-Inspektion, der Direktion der Artillerie- und Ingenieurschule, bei den Kriegsschulen, Kapitain d’armes, Quartiermeister, Stabs-Hautboisten, -Trompeter und -Hornisten der Jäger, Schützen und Pioniere, Büchsenmacher und Sattler
je eine Stube von ca. 15 bis 18 m²

##### Unteroffiziere
Unteroffiziere, Sergeanten, Oberjäger, Regiments- und Bataillons-Tambouren, Ober- und Lazarettgehilfen, Hautboisten, Trompeter und Hornisten, Zeugsergeanten, Unter-Roßärzte:
eine Stube von mindestens 18 m² für je zwei Personen

##### Soldaten (Mannschaften)
Die Unterbringung der Soldaten (Mannschaften) erfolgte in Schlafkammern. Diese mussten mit verputzten oder dicht schließenden Wänden und Decken, einer ordnungsgemäßen Dielung, mit Fenstern, die geöffnet und geschlossen werden können, bei Bedarf mit einer gangbaren Treppe versehen, trocken und gegen Einfluss der Witterung gesichert sein. Die Belegung der Kammern musste nach Möglichkeit so erfolgen, dass zwischen jeder Lagerstätte mindestens ein leerer Raum von ca. 1 m und außerdem in der Kammer ein gemeinschaftlich zu benutzender Raum zum Ankleiden und Reinigen verblieb.
Die Stuben und Kammern waren im Winter zu beheizen, die Beleuchtung der Stuben musste bis 22 Uhr, die der Kammern bis 21 Uhr erfolgen.
Während des Tages hatte der Quartiergeber den Aufenthalt in seinem eigenen oder einem anderen Wohnzimmer zu gestatten.

#### Ausstattung der Unterkünfte
- Für jede Person ein Bett mit Stroh, Unterbett oder Matratze, Kopfkissen, Betttuch und einer ausreichend wärmenden Decke mit Überzug oder ein Deckbett;
- für jede Person ein Handtuch;
- für jede Stube beziehungsweise Kammer – für je vier Personen – ein Tisch von 1,0 bis 1,2 m Länge und 0,6 bis 1 m Breite mit Verschluss, ein Schrank oder eine verdeckte Vorrichtung zum Aufhängen der Bekleidungs- und Ausrüstungsstücke und der Waffen, zwei Stühle und zwei Schemel, in den Mannschaftsquartieren für jede Person ein Schemel;
- das notwendige Wasch- und Trinkgefäß;
- Benutzung des Kochfeuers und der Koch-, Ess- und Waschsachen des Quartiergebers.
- Das Stroh in den Lagerstätten war nach Ablauf von zwei Monaten zu erneuern, der Wechsel der Handtücher erfolgte wöchentlich, derjenige der Bettwäsche bei jedesmaligem Quartierwechsel, spätestens allmonatlich, die Reinigung der wollenen Decken nach Bedarf, mindestens jährlich einmal.

#### Ausstattung der Ställe
Für Dienstpferde der Garnison wurden folgende Anforderungen an die Stallungen gestellt:
- Ausstattung mit Raufen, Krippen und Lattierbäumen
  - nicht dunkel,
  - von angemessener Höhe,
  - gut zu lüften,
- jeder Pferdestand musste ca. 3,5 m lang und 1,5 m breit sein
- eine Vorrichtung zum Aufhängen des Sattelzeuges und des Geschirrs im Stall besitzen
- einen Raum zur Aufbewahrung eines dreitägigen Futtervorrats haben
- Beleuchtungsmaterial musste vorhanden sein
- die Beistellung und Unterhaltung des Stall-Zubehörs musste gewährleistet sein. Dieses war für 1 bis 10 Pferde wie folgt vorgeschrieben:
  - ein Eimer,
  - eine Schaufel,
  - eine Futterschwinge,
  - eine Handlaterne,
  - eine Mistgabel,
  - ein bis zwei Besen,
  - eine Futterkrippe,
  - und außerdem für jedes Pferd eine Halfterkette.
- Bei Stallungen von 15 Pferden und darüber war ein angemessener Raum für die Stallbewachung zu reservieren.
- Für kranke Pferde waren abgesonderte Stallungen anzuweisen.

Den Quartiergebern verblieb in der Regel der Pferdemist als Vergütung für das Beleuchtungsmaterial und das Stallzubehör.

#### Vorübergehende Einquartierungen

##### Generäle
Generäle, Kriegsminister, General-Inspekteure der Artillerie oder der Festungen, Divisionskommandeure, Brigadekommandeure, Departementsdirektoren im Kriegsministerium, Remonte-Inspekteure, Artillerie- und Ingenieur-Inspekteure, General-Intendanten, Generalstabsärzte der Armee, General-Auditeure:
3 Zimmer und 1 Gesindestube

##### Stabsoffiziere
Oberste, Regimentskommandeure, Abteilungs-Chefs im Kriegsministerium oder im Großen Generalstab, Chefs des Generalstabes bei einem Generalkommando oder der General-Inspektion der Artillerie, Inspekteure der Jäger und Schützen, Train-Inspekteure, Festungs- oder Pionier-Inspekteure, Majore, aggregierte Oberste, Oberstleutnants, Bataillonskommandeure, Kommandeure einer Artillerieabteilung oder der Feuerwerksabteilung, Bezirkskommandeure, Intendanten der Armeekorps, Korpsärzte, Korpsauditeure, Feldpröpste, Militär-Oberprediger, Intendantur-Räte, Ober-Stabsärzte mit dem Range eines Majors:
2 Zimmer und 1 Gesindestube;

##### Offiziere
Hauptmänner oder Rittmeister, Kompanie-, Batterie- und Schwadrons-Chefs, Leutnants, Oberjäger in reitenden Feldjägerkorps, Intendantur-Assessoren, Ober-Stabsärzte mit Hauptmannsrang, Stabsärzte, Divisions- etc. Auditeure, Divisions- und Garnisonprediger, Intendantur-Sekretariats- und Registraturbeamte, Assistenzärzte, Zahlmeister, Festungssekretäre und Büro-Assistenten, Ingenieurgeographen und Registratoren beim großen Generalstab, Militärgerichts-Aktuare:
1 Zimmer und 1 Burschen- oder Dienergelaß;

##### Feldwebel und Fähnriche
1 Zimmer für je 2 Personen

##### Soldaten (Mannschaften)
Schlafkammern.

#### Ausstattung der Räume
Mindestens ein sauberes Bett, ein Spiegel, für jedes Zimmer ein Tisch und einige Stühle, ein Schrank und Wasch- und Trinkgeschirr. Für Beheizung und Beleuchtung der überwiesenen Zimmer musste der Quartiergeber sorgen, auch die gleichzeitige Benutzung des Kochfeuers und des Essgeschirrs war zu gestatten. Die Ausstattung der Gesindestuben, Burschen- und Dienergelasse auf die Zahl der mitgeführten Diener war dieselbe wie diejenige der Soldaten-Quartiere.

#### Ausstattung der Ställe
Für die Stallungen war an Streustroh, Stalllicht, Stalleinrichtung und Stallgerät nur das Notwendigste und Hausübliche zu beanspruchen. Der Pferdemist verblieb dem Quartiergeber.

#### Enges Quartier
Mit Gesetz vom 21. Juni 1887 wurden die Bestimmungen für das sogenannte enge Quartier (Unterkunft unter Dach und Fach) wie folgt definiert:
- Die Mannschaften vom Feldwebel abwärts hatten in einem gegen die Witterung schützenden Obdach nur Anspruch auf eine Lagerstätte von frischem Stroh und auf eine Gelegenheit zur Aufbewahrung der Waffen und zum Niederlegen der Uniform- und Ausrüstungsstücke sowie auf Mitbenutzung vorhandener Kocheinrichtungen. Lieferung von Heizmaterial oder Benutzung der Geräte des Quartiergebers durfte nicht gefordert werden. Zur Beleuchtung der Unterkunftsräume bis abends 10 Uhr genügte Stalllicht.
- Für die Pferde konnte nur Unterkunftsraum und Schutz gegen Wind und Wetter mit Vorrichtung zum Anbinden beansprucht werden.
- Hierfür wurden ermäßigte Entschädigungen gezahlt.

### Zuweisung

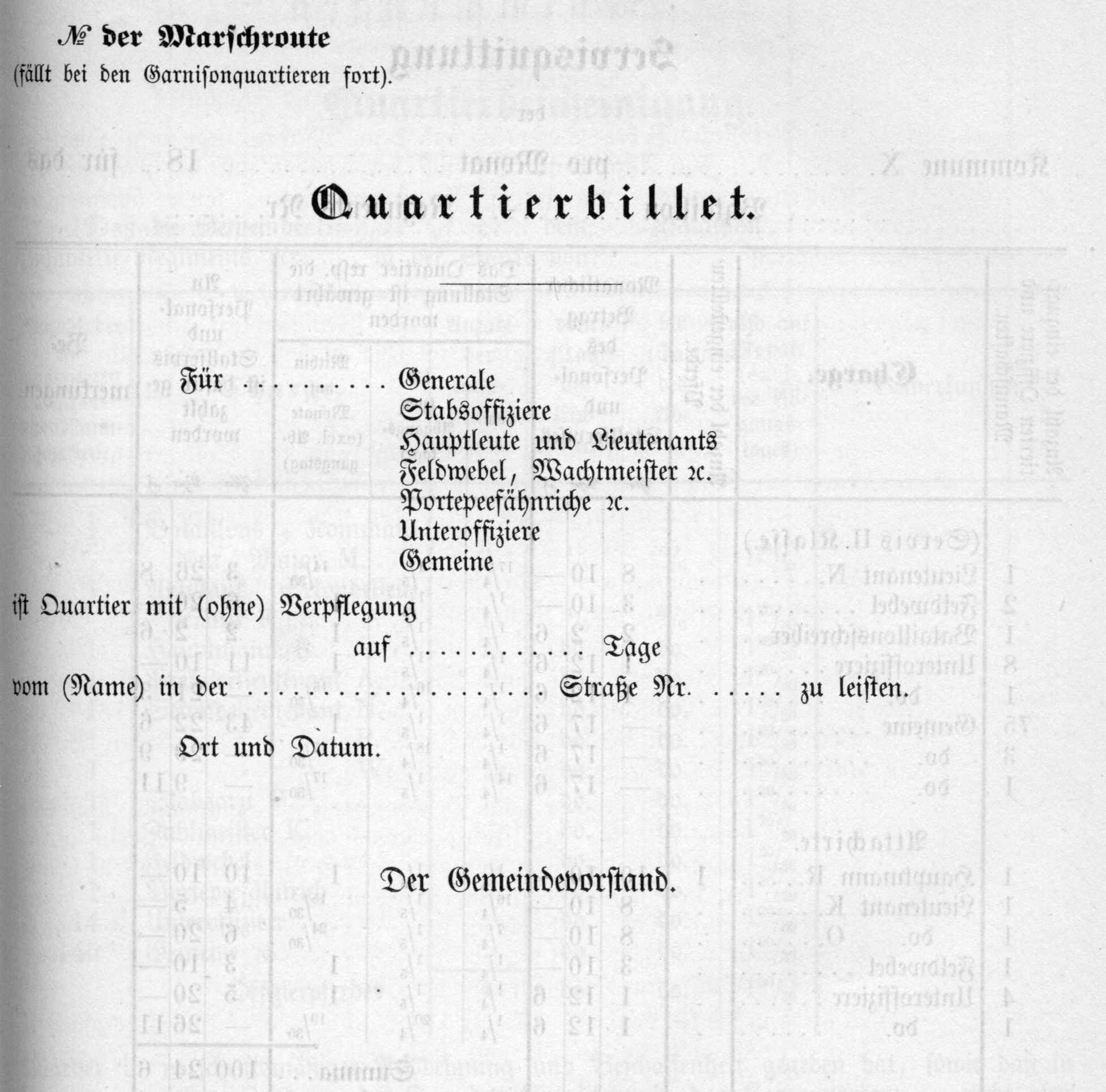
Formular für ein Quartierbillet

Die Zuweisung der Quartiere an die Truppen erfolgt mittelst sogenannter Quartier-Billets, welche vom Ortsvorstand ausgefertigt wurden. Dieselben enthielten die genaue Bezeichnung der zu belegenden Quartiere mit Beifügung der Dienstgrade und Zahl der Einzuquartierenden und diente den Truppen zur Legitimation den einzelnen Quartiergebern gegenüber, denen sie gegen Gewährung des Quartiers ausgehändigt wurden. Besichtigungen der belegten Quartiere konnten durch die Organe des Ortsvorstandes, der vorgesetzten Verwaltungsbehörde, sowie der Truppenbefehlshaber jederzeit erfolgen.

## Verpflegung
Der Quartiergeber war zur Verpflegung der bei ihm Einquartierten verpflichtet. Der mit Verpflegung Einquartierte, sowohl der Offizier, Arzt und Beamte, als auch der Soldat, hatte sich in der Regel mit der Kost des Quartiergebers zu begnügen. Bei vorkommenden Streitigkeiten musste dem Einquartierten Dasjenige gewährt werden, was er nach dem Reglement bei einer Verpflegung aus dem Magazin zu fordern berechtigt sein würde.
Die Verpflegungsportion, welche der mit Verpflegung Einquartierte zu beanspruchen hatte, und welche ihm zubereitet und in guter Qualität gewährt werden musste, bestand in: (1875)
a) 1000 Gramm Brot,
b) 250 Gramm Fleisch (Gewicht des rohen Fleisches),
c) 120 Gramm Reis oder
150 Gramm Graupe resp. Grütze oder
300 Gramm Hülsenfrüchte oder
2000 Gramm Kartoffeln,
d) 25 Gramm Salz,
e) 15 Gramm Kaffee (Gewicht in gebrannten Bohnen)
Außer der Kaffeeportion hatte der Einquartierte Getränke nicht zu beanspruchen.
Die Aufteilung der Tagesration wurde wie folgt festgelegt:
- Frühstück: Kaffee oder eine Suppe,
- Mittagstisch: Fleisch und Gemüse,
- Abendbrot: Gemüse.
- Die Brotportion musste gleichmäßig auf die Mahlzeiten verteilt werden.[12]

## Futter
Für die vom Einquartierten mitgeführten Militärpferde und Zugtiere mussten folgende Futterrationen pro Marsch- und Ruhetag bereitgestellt werden: (1875)
- ca. 5 kg Hafer
- 1,5 kg Heu
- 1,75 kg Stroh[13]

## Vorspann
Zur Stellung von Vorspann, d. h. Fuhrwerken, Gespannen und Gespannführern, waren alle Besitzer von Wagen und Zugtieren verpflichtet. Zur Vorspannleistung waren in erster Linie Fuhrunternehmer und Vermieter von Tieren und Wagen heranzuziehen.
Befreit waren:
1. Mitglieder der deutschen regierenden Familien, bezüglich der für ihre Hofhaltung bestimmten Wagen und Pferde,
2. die Gesandten und das Gesandtschaftspersonal fremder Mächte,
3. Staats- und Privatgestüte, sowie die Militärverwaltungen hinsichtlich ihrer Zuchttiere und Ersatz- und Ausbildungspferde,
4. Offiziere, Beamte im Reichs-, Staats- oder Kommunaldienste, sowie Seelsorger, Ärzte und Tierärzte hinsichtlich der zur Ausübung ihres Dienstes oder Berufes notwendigen Pferde,
5. die Posthalter hinsichtlich derjenigen Pferde, die von ihnen zu Beförderung der Post vertragsmäßig gehalten werden mussten.
Die Stellung von Vorspann konnte nur gefordert werden für die auf Märschen, in Lagern oder in Quartieren befindlichen Teile der bewaffneten Macht, und nur insoweit, als der Bedarf im Wege des Vertrages gegen ortsübliche Preise durch die Militär-Intendantur nicht rechtzeitig hat sichergestellt werden konnte.
In der Regel sollte der Vorspann nicht länger als einen Tag benutzt werden; nur in den dringendsten Fällen war eine längere Benutzung zulässig.
Die Stellung des Vorspanns wurde den Gemeinden auferlegt, die diesen dann in ihrem Verantwortungsbereich zu organisieren hatte. Das Militär hatte z. B. Anspruch auf folgende Vorspannleistungen
a) für Garnisonsveränderungen:
- Vorlegepferde, angeschirrt, für die feldmäßige Bespannung ihrer Fahrzeuge, außerdem
- für jedes Bataillon beziehungsweise jede Abteilung ein zweispänniges Fuhrwerk,
- sowie jedes Kavallerie-Regiment zwei zweispännige Fuhrwerke zur Fortschaffung der Geschirre, des Gepäcks etc.

b) Für alle sonstige Märsche geschlossener Truppenteile:
- Ein Divisionskommando hatte bei einer Abwesenheit aus der Garnison von zwei bis sieben Tagen ein zweispänniges Fuhrwerk, bei einer längeren Abwesenheit zwei zweispännige Fuhrwerke zu beanspruchen.
- Die übrigen Kommandobehörden ohne Rücksicht auf die Dauer der Abwesenheit aus der Garnison: je ein zweispänniges Fuhrwerk.
- Die Regimentsstäbe desgleichen: ein zweispänniges Fuhrwerk.
- Geschlossene Abteilungen desgleichen:
  - in der Stärke von 5 Eskadrons drei zweispännige Fuhrwerke;
  - in der Stärke von 3 bis 4 Kompanien, Eskadrons oder Batterien zwei zweispännige Fuhrwerke;
  - in der Stärke von 1 bis 2 Kompanien, Eskadrons oder Batterien ein zweispänniges Fuhrwerk.

c) Für Kommandos und Transporte:
- Bei einer Stärke unter 90 Mann hatte das Kommando etc., sofern es unter Führung eines Offiziers stand, ein einspänniges Fuhrwerk zum Transport des Gepäcks zu beanspruchen.
- Bei einer Stärke von 90 Mann bis zu 300 Mann:
  - ein zweispänniges Fuhrwerk und
- bei einer Stärke von 300 bis 600 Mann:
  - zwei zweispännige Fuhrwerke.

d) Für die Transporte von Verpflegung und Unterkünften bei Übungen und sonstigen Truppenzusammenziehungen:
- Die Zahl der in Anspruch zu nehmenden Fuhrwerke wurde einesteils bedingt durch das Gesamtgewicht der zu transportierenden Gegenstände, anderenteils durch die Beschaffenheit der zurückzulegenden Wege und durch die Belastungsfähigkeit der Fuhrwerke. Bei Bemessung der Belastungsfähigkeit war auf die ortsübliche Beschaffenheit der Gespanne Rücksicht zu nehmen. Als Mindestgewicht der Ladung war anzunehmen für:
  - ein einspänniges Fuhrwerk: 10 Zentner,
  - ein zweispänniges Fuhrwerk: 15 Zentner,
  - ein vierspänniges Fuhrwerk: 30 Zentner.

e) Für besondere Verhältnisse:
- Den Generalkommandos waren für die infolge von Quartierwechseln eintretenden Märsche drei zweispännige Fuhrwerke zu stellen.
- Ein einspänniges Fuhrwerk zur Weiterbeförderung stand den nicht berittenen
  - Regiments-, Bataillons- und Abteilungsärzten, und
  - Offizieren, Zahlmeistern und deren Stellvertretern zu.
- Für je 2 erkrankte Militärangehörige war ebenfalls ein einspänniges Fuhrwerk zu stellen. Ein zweispänniges Fuhrwerk war zu stellen für 3 bis 5 Kranke. Gestattete es der Zustand der Kranken, so konnten die einzelnen Fuhrwerke, soweit es ohne deren Überlastung zulässig war, auch mit einer größeren Zahl von Personen besetzt werden.

Für Verluste, Beschädigungen und außergewöhnliche Abnutzungen war den Besitzern voller Ersatz zu leisten.

## Wasserfahrzeuge

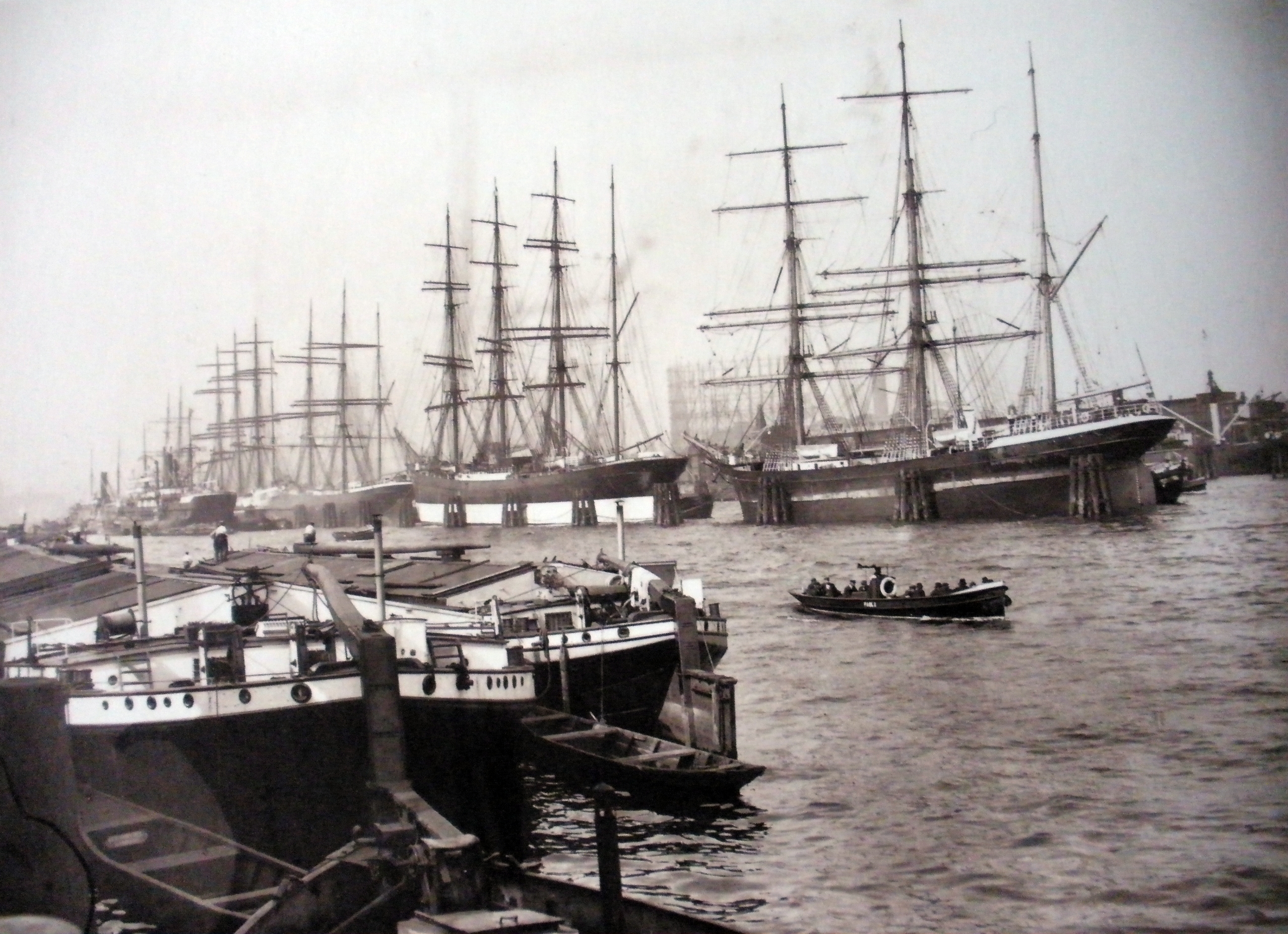
Wasserfahrzeuge 1906

Zur Stellung von Wasserfahrzeugen für die Kaiserliche Marine waren alle Besitzer solcher Fahrzeuge verpflichtet. Dieselben konnte nur gefordert werden:
- für Truppentransporte an und von Bord außerhalb der Kriegshäfen,
- für Ausrüstungen von Schiffen mit Proviant, Inventar, Kohlen und sonstigem Material aller Art an den Orten, wo die Marine kein Proviant-, Inventar- oder Kohlendepot besaß,
- nur insoweit die eigenen Fahrzeuge der Kaiserlichen Marine für die gedachten Zwecke nicht ausreichten und die notwendigen Fahrzeuge nicht gegen angemessene Vergütung im Wege des Vertrags sichergestellt werden konnten.

Befreit von dieser Verpflichtung waren die Inhaber öffentlicher Fähren und anderer öffentlicher Transportanstalten hinsichtlich derjenigen Fahrzeuge, welche nach Anordnung der zuständigen Behörden oder auf Grund abgeschlossener Verträge von ihnen für die öffentliche Benutzung gehalten werden müssen.
Für die Stellung der Fahrzeuge war die Vermittlung der zuständigen Hafenpolizeibehörde in Anspruch zu nehmen.
Dem Eigentümer war voller Ersatz für Verlust, Beschädigung und außergewöhnliche Abnutzung am Fahrzeug nebst Zubehör zu gewähren, welche infolge oder gelegentlich der geforderten Leistung ohne Verschulden des Besitzers oder des von ihm gestellten Schiffers entstanden war.

## Grundstücke, Brunnen, Tränken, Schmieden
Die Besitzer von Grundstücken mussten deren Benutzung zu Truppenübungen dulden. Stand eine derartige Benutzung bevor, so waren die Ortsvorstände zu benachrichtigen, damit die zu schonenden Ländereien mit Warnschildern ausgestattet werden konnten, ohne dass dies eine Pflicht zu ihrer Schonung begründete.
Per Gesetz waren folgende Grundstücke von Truppenübungen ausgeschlossen:
- Gebäude,
- Wirtschafts- und Hofräume,
- Gärten,
- Parkanlagen,
- Holzschonungen,
- Dünen-Anpflanzungen,
- Hopfengärten,
- Weinberge,
- Versuchsfelder land- und forstwirtschaftlicher Lehranstalten und Versuchsstationen.

Für die Benutzung der Grundstücke wurde keine Entschädigung gewährt, aber für die angerichteten Flurschäden. Wurde über die Höhe der Entschädigung keine Einigung erzielt, war diese durch besondere Kommissionen festgestellt.

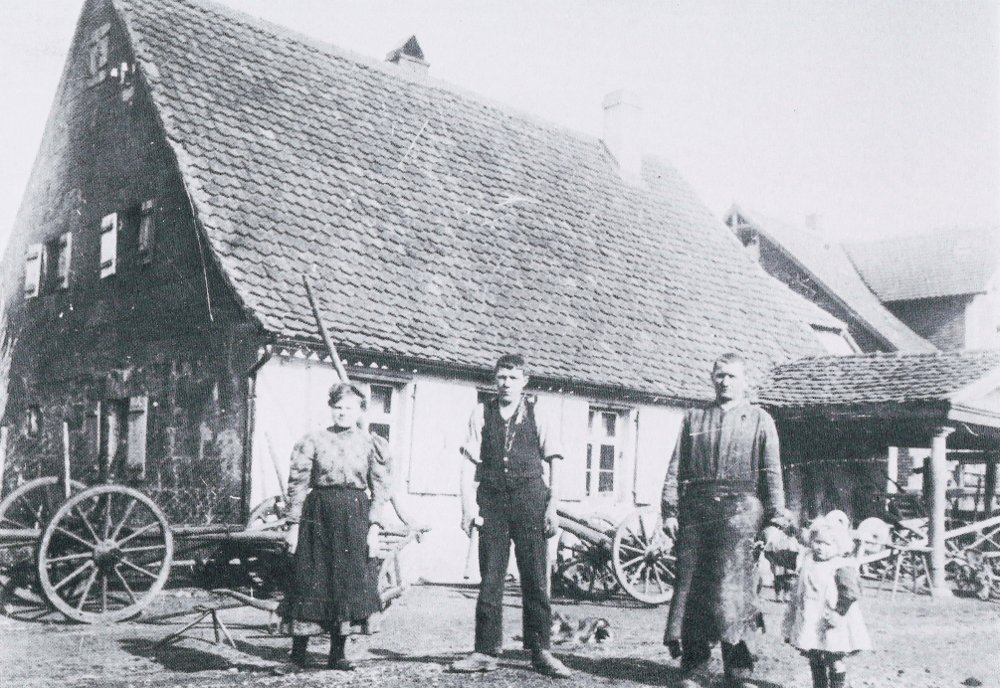
Schmiede um 1900

Die Besitzer von Brunnen und Tränken waren verpflichtet, marschierende, biwakierende, im vorübergehenden Quartier befindliche und übende Truppen, falls die vorhandenen öffentlichen Brunnen und Tränken für die Bedürfnisse der Truppen nicht ausreichten, zur Mitbenutzung der Brunnen und Tränken zuzulassen, auch wenn zu diesem Zwecke die Wirtschafts- und Hofräume betreten werden mussten. Auch die Besitzer von Schmieden waren verpflichtet, diese Truppen zur Mitbenutzung der Schmieden gegen angemessene Vergütung zuzulassen.

## Eisenbahnen
Jede Eisenbahnverwaltung war verpflichtet, die Beförderung der bewaffneten Macht und des Materials des Landheeres und der Marine gegen Vergütung nach Maßgabe eines vom Bundesrat erlassenen und von Zeit zu Zeit zu überprüfenden allgemeinen Tarifs zu bewirken.
Die Regelung dieser Verpflichtung erfolgte durch die 1888 erstmals erlassene Friedens-Transport-Ordnung.